# دوایت جونز (بازیکن بسکتبال)
دوایت جونز (انگلیسی: Dwight Elmo Jones؛ زاده ۲۷ فوریهٔ ۱۹۵۲ - درگذشته ۲۵ ژوئیهٔ ۲۰۱۶) یک بازیکن بسکتبال در پست‌های فوروارد قدرتی و سنتراهل ایالات متحده آمریکا بود.
از باشگاه‌هایی که در آن بازی کرده‌است می‌توان به لس‌آنجلس لیکرز اشاره کرد.
وی در مسابقات کشوری و بین‌المللی در مجموع برندهٔ ۱ مدال نقره شده‌است.